# Ádám Madaras
Ádám Madaras (28 dicembre 1966) è un ex pentatleta ungherese.

## Palmarès
In carriera ha conseguito i seguenti risultati:
- Mondiali:

San Antonio 1991: oro nel pentathlon moderno staffetta a squadre e bronzo individuale ed a squadre.
Sofia 1997: oro nel pentathlon moderno staffetta a squadre.
Pesaro 2000: bronzo nel pentathlon moderno staffetta a squadre.
- Europei

Roma 1991: oro nel pentathlon moderno a squadre, staffetta a squadre ed individuale.
Sofia 1993: oro nel pentathlon moderno a squadre, staffetta a squadre.
Székesfehérvár 1997: oro nel pentathlon moderno staffetta a squadre.